# أدريان إيونيتا
أدريان إيونيتا هو لاعب كرة قدم روماني في مركز الدفاع، ولد في 11 مارس 2000 في بوزاو في رومانيا. لعب مع AFC Chindia Târgoviște ‏.

## وصلات خارجية
- أدريان إيونيتا على موقع قاعدة بيانات كرة القدم.إي يو (الإنجليزية)
- أدريان إيونيتا على موقع Soccerway.com (الإنجليزية)